# Marktstraße 47 (Hannover)
Marktstraße 47 in Hannover lautete die Adresse eines im 15. Jahrhundert errichteten ehemaligen Gebäudes in der Altstadt Hannovers. Es galt im 20. Jahrhundert als ältestes erhaltenes Bürgerhaus, diente zeitweilig als Theater und Anfang des 20. Jahrhunderts als Großgarage und Reparaturwerkstatt für die frühen Automobile.

## Geschichte und Beschreibung

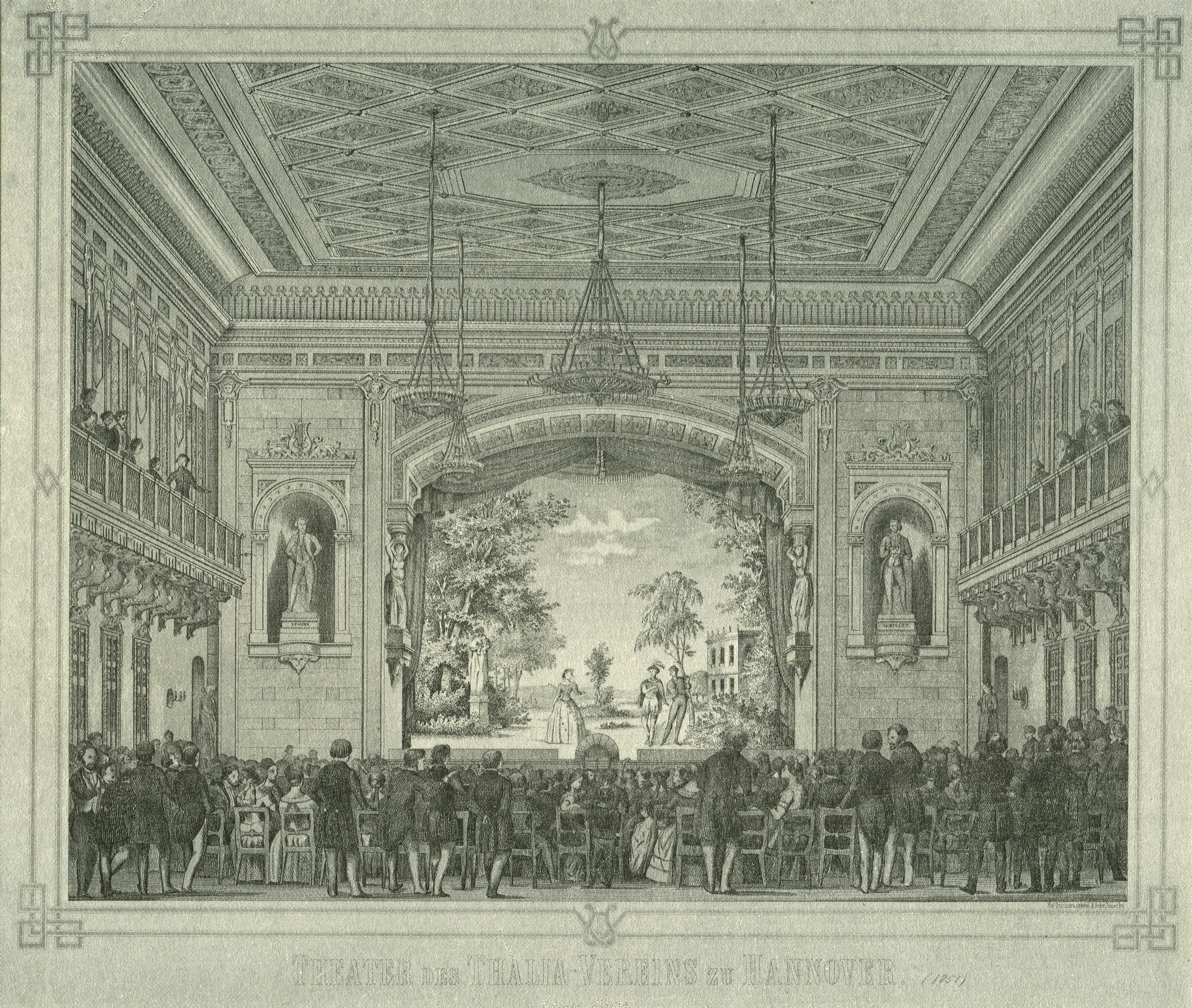
Innenansicht des Thalia-Theaters,
Stahlstich, um 1855

Das um 1540 teils in Fachwerkbauweise errichtete Gebäude zeigte sich Anfang des 20. Jahrhunderts als Traufenhaus über drei Geschosse. Das über zwei Grundstücksbreiten in Ziegeln errichtete Hauptgebäude war seinerzeit „[...] wahrscheinlich das älteste seiner Art“ und wurde laut dem Wäskenbook bereits im Jahr 1439 durch den späteren Lübecker Bischof Johann Scheele als Bauherrn errichtet. An das Grundstück stieß ehemals von der Röselerstraße und der Osterstraße her die Höfe der Ordensbrüder der Augustiner und der Karmeliter. Scheele stiftete auch eine auf dem Grundstück errichtete ehemalige Kapelle.
Der hannoversche Kammerschreiber und Chronist Johann Heinrich Redecker bildete die offenbar schon im 17. Jahrhundert veränderte Front zur Marktstraße in seiner Chronik Historische Collectanea ... ab.
Zur Zeit des Königreichs Hannover beherbergte das Gebäude den in der Residenzstadt 1852 begründeten Thalia-Verein, der das Haus für Theateraufführungen im Inneren umbauen ließ.
In der Gründerzeit des Deutschen Kaiserreichs wurde das Gebäude durch den Architekten Otto Goetze im Jahr 1879 gründlich umgebaut als Spielstätte des Residenz-Theaters.
Zu Beginn der Weimarer Republik diente das Gebäude ab 1922 dem Automobil- und Fahrrad-Großhändler Friedrich C. Wagener dann als „Residenz-Autohallen“ unter der Adresse Marktstraße 46–47, über die der Denkmalpfleger Arnold Nöldeke Anfang der 1930er Jahre urteilte: „[...] Der Denkmalwert ist so gut wie vernichtet“.
Während der Luftangriffe auf Hannover im Zweiten Weltkrieg fiel nahezu der gesamte Bereich um die Marktstraße den Fliegerbomben zum Opfer, wie eine im Stadtlexikon Hannover abgedruckte Aufnahme des Fotografen Heinz Koberg aus der Zeit um 1948 zeigt. Noch während der Zeit der Britischen Besatzungszone waren in den Jahren 1947 und 1948 auf den Trümmergrundstücken im Gebiet der weitgehend zerstörten Altstadt stichprobenartig zahlreiche archäologische Grabungen durchgeführt worden, um der Geschichte Hannovers „auf den Grund“ zu gehen. Dabei wurden unter anderem auf dem Seitenflügel des zerstörten Gebäudes Marktstraße 47 „[...] Reste einer zwischen 1420 und 1438 erbauten Kapelle aufgedeckt.“ In einer Trennungswand zwischen der Diele des zerstörten Haupthauses und der Kapelle des Seitenflügels wurden dabei zwei nahezu runde Spitzbogen aufgespürt.